# Park Jae-seung
Park Jae-seung (* 1. April 1923; † 12. März 2015) war ein südkoreanischer Fußballspieler.

## Karriere
Park war Teil des Kaders der südkoreanischen Nationalmannschaft bei der Weltmeisterschaft 1954 und wurde hier in der Gruppenphase gegen Ungarn eingesetzt.